# 山田律子
山田 律子（やまだ りつこ）は、日本の看護学者・看護師。博士（看護学）（北海道医療大学）。
1990年千葉大学看護学部卒業。1992年東京大学大学院医学系研究科看護学専攻修士課程修了。病院での看護師勤務を経、1996年北海道医療大学看護福祉学部看護学科助手。1998年同看護福祉学部看護学科専任講師。2002年北海道医療大学大学院看護福祉学研究科博士課程修了。2004年北海道医療大学看護福祉学部看護学科助教授。アメリカ・ミネソタ大学大学院看護学研究科客員研究員。2007年北海道医療大学看護福祉学部看護学科准教授。2009年北海道医療大学看護福祉学部看護学科教授・同大学院看護福祉学研究科教授。2009年日本看護研究学会奨励賞受賞。2015年小浜市杉田玄白賞受賞。2023年北海道医療大学看護福祉学部看護学科長、2024年北海道医療大学看護福祉学部学部長。

## 著書
- 『生活機能からみた老年介護過程＋標題 生活機能関連図』共編、医学書院、2008年初版/2016年第3版
- 『認知症の人の食事支援book 食べる力を発揮できる環境づくり』中央法規出版、2013年

## 参考
- 研究者 - researchmap
- 教員紹介